# Roger Karrer
Roger Karrer (* 21. Januar 1997 in Zürich) ist ein Schweizer Eishockeyspieler, der seit Juli 2019 beim Genève-Servette HC aus der Schweizer National League unter Vertrag steht und dort auf der Position des Verteidigers spielt. Mit den ZSC Lions gewann Karrer im Jahr 2018 ebenso wie fünf Jahre später mit dem Genève-Servette HC die Schweizer Meisterschaft.

## Karriere
Karrer kam in einem fliessenden Übergang zwischen 2010 und 2012 über den EHC Wallisellen und EHC Dübendorf in die Nachwuchsabteilung des Zürcher SC. Während der Saison 2014/15 gab der Verteidiger seinen Einstand für die Stadtzürcher in der National League A (NLA). Zudem erhielt er Eiszeit in der Nachwuchsfördermannschaft des ZSC, den GCK Lions, in der National League B (NLB). Während seiner Zeit bei den Lions feierte Karrer insgesamt vier Juniorenmeisterschaften sowie mit den Profis den Gewinn des Schweizer Cups im Jahr 2016 sowie der Schweizer Meisterschaft zwei Jahre später.
Im November 2018 unterschrieb der Abwehrspieler einen Dreijahresvertrag beim Genève-Servette HC, der ab der Saison 2019/20 galt. Nach der zwischenzeitlichen Vertragsverlängerung gewann er mit den Genfern im Frühjahr 2023 abermals die Schweizer Meisterschaft sowie ein Jahr später den Titel in der Champions Hockey League.

### International
In den Altersstufen U16, U17, U18 und U20 wurde Karrer in den Schweizer Juniorennationalmannschaften eingesetzt. So nahm er neben dem Europäischen Olympischen Winter-Jugendfestival 2013, bei dem die Eidgenossen die Bronzemedaille gewannen, auch an den U18-Junioren-Weltmeisterschaften 2014 und 2015 sowie den U20-Junioren-Weltmeisterschaften 2016 und 2017 teil. Weitere Einsätze absolvierte der Defensivspieler bei den Ivan Hlinka Memorial Tournaments der Jahre 2013 und 2014.
Sein erstes Aufgebot für die A-Nationalmannschaft erhielt Karrer im Herbst 2018 in Hinblick auf den Deutschland Cup 2018. In den Jahren 2019 und 2021 nahm er am gleichen Wettbewerb teil.

## Erfolge und Auszeichnungen
| - 2013 Schweizer U17-Juniorenmeister mit dem ZSC Lions - 2013 Schweizer U20-Juniorenmeister mit dem GCK Lions - 2014 Schweizer U20-Juniorenmeister mit dem GCK Lions - 2016 Schweizer Cupsieger mit den ZSC Lions | - 2017 Schweizer U20-Juniorenmeister mit dem GCK Lions - 2018 Schweizer Meister mit den ZSC Lions - 2023 Schweizer Meister mit dem Genève-Servette HC - 2024 Champions-Hockey-League-Gewinn mit dem Genève-Servette HC |

### International
- 2013 Bronzemedaille beim Europäischen Olympischen Winter-Jugendfestival

## Karrierestatistik
Stand: Ende der Saison 2024/25

### International
Vertrat die Schweiz bei:
| - Europäisches Olympisches Winter-Jugendfestival 2013 - Ivan Hlinka Memorial Tournament 2013 - U18-Junioren-Weltmeisterschaft 2014 - Ivan Hlinka Memorial Tournament 2014 | - U18-Junioren-Weltmeisterschaft 2015 - U20-Junioren-Weltmeisterschaft 2016 - U20-Junioren-Weltmeisterschaft 2017 |

(Legende zur Spielerstatistik: Sp oder GP = absolvierte Spiele; T oder G = erzielte Tore; V oder A = erzielte Assists; Pkt oder Pts = erzielte Scorerpunkte; SM oder PIM = erhaltene Strafminuten; +/− = Plus/Minus-Bilanz; PP = erzielte Überzahltore; SH = erzielte Unterzahltore; GW = erzielte Siegtore; 1 Play-downs/Relegation; Kursiv: Statistik nicht vollständig)